# Zamojne, Bar
Zamojne (în ucraineană Заможне) este un sat în comuna Voinașivka din raionul Bar, regiunea Vinnița, Ucraina.

## Demografie
Componența lingvistică a localității Zamojne
     Ucraineană (98,23%)
     Rusă (1,47%)
     Alte limbi (0,3%)
Conform recensământului din 2001, majoritatea populației localității Zamojne era vorbitoare de ucraineană (98,23%), existând în minoritate și vorbitori de rusă (1,47%).